# Spaanse legislatuur III
De Spaanse legislatuur III is in de Spaanse politiek de periode die begint op 15 juli 1986, als na de parlementsverkiezingen van 1986 de nieuwe samenstelling van de Cortes Generales geïnstalleerd wordt. De legislatuur eindigt op 20 november 1989, de dag voordat de volgende Cortes geïnstalleerd worden na de verkiezingen van 1989 en de IVe legislatuur begint. Felipe González is tijdens deze periode voor de tweede keer premier van Spanje.